# Johannes Schenck
Johannes Schenck (3 de junho de 1660 - provavelmente em Düsseldorf, depois de 1712), foi um músico e compositor neerlandês. Foi um virtuoso da viola da gamba, filho de pais alemães e ativo na Alemanha durante a segunda metade de sua vida.

## Biografia
Muito pouco se sabe sobre sua carreira, sua vida ou seus mestres. Sua mãe, Caterina Cempies de Gladbeck, viúva de Joannes Visscher, se casa em segundas núpcias com Wynants Schenck, um comerciante de vinhos, originário de Colônia e que se estabeleceu em Amsterdam. Em 3 de junho de 1660, Johannes Schenck foi batizado na Igreja Católica Moisés e Aarão de Amsterdam. Em 7 de Maio de 1680 se casa na Igreja Nova de Amsterdam com Geertruyd Hamel van Vianen, que na época tinha 24 anos. Naquela época ele já era músico.
Schenck passou a primeira parte de sua carreira em Amsterdam. Gambista amplamente reconhecido, Schenk foi para Düsseldorf em 1696, na corte do príncipe-eleitor Johann Wilhelm, Eleitor Palatino, conhecido como João Guilherme, patrono das artes, que governou de 1679 até a sua morte em 1716. Nessa época faziam parte na equipe de músicos da corte Sebastiano Moratelli (1640-1706), Arcangelo Corelli, Antonio Veracini, Agostino Steffani (1654-1728), Attilio Ariosti (1666-1729) Giovanni Bononcini (1670-1747) e o visitante Georg Friedrich Händel (1685-1759). No entanto, Schenck manteve suas relações com o editor original da França, o huguenote Estienne Roger (1665-1722) de Amsterdam, para a publicação de suas partituras.
Depois da morte do príncipe-eleitor, a corte foi transferida para Mannheim, acompanhada por uma equipe de músicos: o núcleo de um grupo musical, cuja reputação irá se arrastar até o próximo século.
Em 1708, estudou cravo e baixo contínuo sob a direção de Joseph Paris Feckler, que era diretor da música de câmara. O nome de Schenck é mencionado num documento em 1709, onde grandes elogios lhe são atribuídos, e que foram grafados por um secretário de gabinete da corte, cujo nome era Giorgio Maria Rapparini.  No dia 22 de dezembro de 1711, Herr cammer-Rath ou camareiro Schenck assiste à coroação do Imperador do Sacro Império Romano-Germânico Carlos VI, em Frankfurt. A partir do ano de 1717 o seu nome desaparece da lista de músicos de ópera da corte.
A data da morte de Schenck, provavelmente ocorrida em Düsseldorf, é incerta por falta de registro nos documentos da igreja protestante da cidade.

## Obras Principais
Sua obras representam uma síntese precoce dos estilos francês, alemão e italiano.
Os opus de 1 a 5 são um repositório da música vocal, sacra e profana (em holandês), e ainda um volume de sonatas para trio. A partir do Opus 6 (Scherzi musicali), Schenck se dedica inteiramente à escrever música de câmara, especialmente para viola da gamba.
Entre os 10 números de Opus que dele temos conhecimento, encontramos uma publicação, em 1687, contendo diversas árias da primeira ópera no libretto, (sobre a divisa de Zonder Spys en Wyn, Kan geen Liefde zyn, e com a cooperação de Govert Bidloo), em língua neerlandesa e apresentado pela primeira vez em 1686 no Teatro de Amsterdam. Uma seleção de 28 árias com arranjos para vozes e baixo contínuo foi publicada no ano seguinte sob o título de Eenige gezangen uit de opera van Bacchus, Ceres en Venus.  Depois o drama lírico ou canção intitulada De triomfeerende min, do compositor Carolus Hacquart (1640-1701) e do librettista Dirck Buysero (1644-1708), composta por ocasião da Paz de Nimègue em 1678 e publicada em 1680, mas provavelmente jamais representada, esta ópera marca o início de uma proliferação temporária da música erudita com letra em língua neerlandesa que durou até pouco depois de 1700.

## Lista de Publicações
Obras vocais e instrumentais, com indicação da língua utilizada no libretto:
- (nl) op. 1 Eenige gezangen uit de opera van Bacchus, Ceres en Venus, árias da ópera neerlandesa com baixo contínuo (Héritiers de Paulus Matthysz., Amsterdam, 1687)
- (nl) op. 2 Tyd en Konst-Oeffeningen, para viola de gamba e baixo contínuo (Amsterdam, 1688)
- (it) op. 3 Il Giardino Armonico, 12 sonatas para trio com baixo contínuo (Amsterdam, 1691)
- (nl) op. 4 Konincklyke harpliederen, 150 salmos em neerlandês, um prelúdio e um póslúdio, em cinco partes (Amsterdam, 1694)
- (nl) op. 5 Hooglied Salomons, Cântico dos Cânticos e extensões, em neerlandês (Amsterdam, 1694; reimpresso em 1724)
- (it) op. 6 Scherzi musicali, 14 suites para viola da gamba e baixo contínuo ad libitum (Estienne Roger, Amsterdam, 1698)
- (it) op. 7 Suonate a violino e violone o cimbalo (Estienne Roger, Amsterdam, 1699)
- (it) op. 8 As Ninfas do Reno, para duas violas da gamba (Estienne Roger, Amsterdam, 1702)
- (fr) op. 9 Echo du Danube, sonatas para viola da gamba e baixo contínuo e viola da gamba solo (Estienne Roger, Amsterdam, 1704)
- (fr) op.10 Les Fantaisies Bisarres de la Goutte, doze sonatas para viola da gamba solo e baixo contínuo ou viola da gamba ou teorba (Estienne Roger & Le Cene, Amsterdam, vers 1710)